# Prainha (Vila Velha)
La Prainha es una playa del municipio de Vila Velha, en el estado del Espíritu Santo, en Brasil. Tiene importancia histórica, pues fue el local donde el primero donatario de la Capitanía del Espíritu Santo, Vasco Fernandes Coutinho, desembarcó, el 23 de mayo de 1535, su nao Gloria, con una tripulación de 60 portugueses, dando inicio a la colonización portuguesa del Espíritu Santo. Complejo que combina puntos históricos con nuevas construcciones levantadas sobre la región unida a tierra del municipio. Allí se encuentran el 38.º Batallón de Infantaria, la Escuela de Aprendices Marineros, el Fuerte Piratininga, el Museo Homero Massena, la Iglesia Nuestra Señora del Rosario, el obelisco a Vasco Fernandes Coutinho y la Plaza de la Bandera y el Museo Etnográfico conocido como Casa de la Memoria, que posee documentos valiosos sobre la colonización del municipio y puede ser visitado diariamente.

## Topónimo
El topónimo "Prainha" (playa pequeña) viene del tamaño de la ensenada, que, comparada al de las otras playas del litoral de Vila Velha, es de pequeña extensión.
- Datos: Q10353183